# Irsta
Irsta is een plaats in de gemeente Västerås in het landschap Västmanland en de provincie Västmanlands län in Zweden. De plaats heeft 2534 inwoners (2005) en een oppervlakte van 140 hectare.